# Pteleon
Pteleon là một chi bọ cánh cứng trong họ Chrysomelidae.
Chi này được miêu tả khoa học năm 1888 bởi Jacoby.

## Các loài
Các loài trong chi này gồm:
- Pteleon brevicornis (Jacoby, 1887)
- Pteleon californicus (Wilcox, 1953)
- Pteleon pubescens Jacoby, 1892
- Pteleon semicaeruleus Jacoby, 1888